# Leah Fortune
Leah Lynn Gabriela Fortune (São Paulo, 13 de dezembro de 1990) é uma ex-futebolista brasileiro-americana que atuava como lateral-esquerdo.

## Carreira
Fortune nasceu em São Paulo e cresceu em Illinois.  O FIFA.com descreve-a como "uma das jogadoras mais incomuns" na Copa do Mundo Feminina Sub-20 de 2010 e descreve seu estilo de arremessar em laterais como "um lançamento longo e notável, cujo prelúdio é uma virada espetacular para a frente, ajudando-a a arremessar a bola longe para a frente".  Em novembro de 2010, Leah foi convocada para a seleção brasileira de futebol feminino.  No entanto, ela contundiu o ligamento cruzado anterior, o que a deixou fora do futebol por meses, em recuperação.
Jogou pelo Orlando Pride na National Women's Soccer League (NWSL).